# Mikael Tariverdjev
Mikael Tariverdjev (arménsky Միքայել Թարիվերդիև; 15. srpna 1931 Tbilisi – 25. července 1996 Soči) byl arménský a sovětský hudební skladatel. Proslul především filmovou hudbou, k nejznámějším patří jeho hudební podkres seriálu Sedmnáct zastavení jara. Napsal hudbu k více než 130 sovětským vizuálním dílům (Ironie osudu aneb Rozhodně správná koupel!, Člověk jde za sluncem, špionážní sága Rezident ad.). Napsal též čtyři opery.
Dva roky studoval na Státní Komitasově konzervatoři v Jerevanu a poté přestoupil na moskevský Gnesinův institut, kde v roce 1957 absolvoval ve třídě Arama Chačaturjana.
V roce 1977 získal Státní cenu SSSR. V roce 1986 byl jmenován národním umělcem Ruska. V roce 1990 získal tři ceny Nika. Cena za nejlepší filmovou hudbu na největším ruském národním filmovém festivalu Kinotavr je pojmenována po něm.